# 西海郡 (後漢)
西海郡（せいかい-ぐん）は、中国にかつて存在した郡。後漢から北魏にかけて、現在の内モンゴル自治区アルシャー盟エジン旗一帯に設置された。郡治は居延県に置かれた。

## 概要
前漢のとき、居延県は張掖郡に属し、居延県が張掖都尉の治所となった。後漢の安帝のとき、張掖居延属国が置かれ、涼州に属し、居延県を管轄した。
195年（興平2年）、武威太守の張雅が張掖居延属国に代えて西海郡を置くよう奏請した。建安年間、張掖居延属国は西海郡と改められた。
521年（正光2年）、北魏は柔然の婆羅門を西海郡に置き、部落を統率させ、離散した人々を集めさせた。。